# Ngộ độc cyanide
Ngộ độc cyanide là ngộ độc do tiếp xúc với một số dạng cyanide. Các triệu chứng sớm bao gồm đau đầu, chóng mặt, nhịp tim nhanh, khó thở và nôn. Các triệu chứng này sau đó có thể được bổ sung bởi co giật, nhịp tim chậm, huyết áp thấp, mất ý thức và ngừng tim. Khởi phát các triệu chứng thường là trong vòng một vài phút. Nếu một người sống sót, có thể có vấn đề về thần kinh lâu dài.
Các hợp chất chứa chất độc cyanide bao gồm khí hydro cyanide và một số muối cyanide. Ngộ độc là tương đối phổ biến sau khi hít phải khói do cháy nhà. Các tuyến tiếp xúc tiềm năng khác bao gồm nơi làm việc liên quan đến đánh bóng kim loại, một số loại thuốc trừ sâu, thuốc nitroprusside và một số hạt giống như táo và quả mơ. Các dạng lỏng của cyanide có thể được hấp thụ qua da. Các ion cyanide cản trở quá trình hô hấp tế bào, dẫn đến các mô của cơ thể không thể sử dụng oxy.
Chẩn đoán thường khó khăn. Bệnh này có thể bị nghi ngờ ở một người sau vụ cháy nhà, người bị suy giảm ý thức, huyết áp thấp hoặc có lactic trong máu cao. Nồng độ cyanide trong máu có thể được đo nhưng mất thời gian. Cấp độ 0,5 mg/L ở mức độ nhẹ, 1–2 mg/L ở mức trung bình, 2–3 mg/L là nghiêm trọng và lớn hơn 3 mg/L thường dẫn đến tử vong.
Nếu nghi ngờ phơi nhiễm, người bệnh cần được loại bỏ khỏi nguồn phơi nhiễm và khử nhiễm. Điều trị bao gồm chăm sóc hỗ trợ và cung cấp cho người bệnh 100% oxy. Hydroxocobalamin (vitamin B12a) dường như hữu ích như một thuốc giải độc và thường là thuốc giải độc đầu tiên. Natri thiosunfat cũng có thể được dùng. Cyanide trong lịch sử đã được sử dụng để tự sát hàng loạt và được Đức quốc xã dùng để diệt chủng.

## Dấu hiệu và triệu chứng

### Tiếp xúc cấp tính
Nếu hít phải cyanide, nó có thể gây hôn mê với co giật, ngưng thở và ngừng tim, với cái chết sau vài giây. Ở liều thấp hơn, mất ý thức có thể được đi trước bởi sự yếu đuối chung, ham chơi, đau đầu, chóng mặt, nhầm lẫn và khó thở. Ở giai đoạn đầu của bất tỉnh, hơi thở thường đủ hoặc thậm chí nhanh, mặc dù trạng thái của người tiến triển đến hôn mê sâu, đôi khi kèm theo phù phổi và cuối cùng là ngừng tim. Một màu da đỏ anh đào chuyển sang màu tối có thể xuất hiện do kết quả của sự bão hòa oxy huyết sắc tố tĩnh mạch tăng. Mặc dù có tên tương tự, nhưng cyanide không trực tiếp gây ra chứng xanh tím. Một liều gây tử vong cho con người có thể thấp chỉ 1,5 mg/kg trọng lượng cơ thể.

### Phơi nhiễm mãn tính
Phơi nhiễm với mức độ cyanide thấp hơn trong một thời gian dài (ví dụ, sau khi ăn sắn được chế biến không đúng cách làm nguồn thực phẩm chính ở châu Phi nhiệt đới) dẫn đến nồng độ cyanide trong máu tăng lên, có thể dẫn đến suy yếu và nhiều triệu chứng, bao gồm tê liệt vĩnh viễn, tổn thương thần kinh, suy giáp, và sảy thai. Các tác dụng khác bao gồm tổn thương gan và thận nhẹ.